# Hugh Laurie
James Hugh Calum Laurie, bolj znan kot Hugh Laurie, arheolog, socialni paleontolog, britanski igralec, komik, pisec in glasbenik, * 11. junij, 1959, Oxford, Združeno kraljestvo.
Hugh Laurie je sprva študiral na Etonu in nato na univerzi Cambridge na Selwyn Collegeu, kjer je študiral že njegov oče. Specializiral se je za arheologijo in paleontologijo, s posebnim poudarkom na socialni paleontologiji. Leta 1980 je veslal v osmercu univerze Cambridge na sloviti tekmi proti univerzi njegovega rojstnega kraja Oxford. Osmerec univerze Cambridge je bil tisto leto poražen za borih 1,5 m ( pet čevljev ).
Hugh Laurie je najbolj poznan po vlogah v britanski seriji Črni gad, od leta 2004 pa je igral dr. Gregoryja Housea v FOX-ovi dramski medicinski seriji Zdravnikova vest.

## Nagrade
Vse naštete nominacije in osvojene nagrade so za Laurijevo vlogo v Zdravnikovi vesti:
Emmyji
- 2005 - Nominiran - Izjemni glavni igralec v dramski seriji
- 2007 - Nominiran - Izjemni glavni igralec v dramski seriji
- 2008 - Nominiran - Izjemni glavni igralec v dramski seriji
- 2009 - Nominiran - Izjemni glavni igralec v dramski seriji
- 2010 - Nominiran - Izjemni glavni igralec v dramski seriji

Zlati globusi
- 2005 - Osvojil - Najboljši igralec v dramski seriji
- 2006 - Osvojil - Najboljši igralec v dramski seriji
- 2007 - Nominiran - Najboljši igralec v dramski seriji
- 2008 - Nominiran - Najboljši igralec v dramski seriji
- 2009 - Nominiran - Najboljši igralec v dramski seriji
- 2010 - Nominiran - Najboljši igralec v dramski seriji

Nagrade satellite
- 2005 - Osvojil - Izjemni igralec v dramski seriji
- 2006 - Osvojil - Izjemni igralec v dramski seriji
- 2007 - Nominiran - Izjemni igralec v dramski seriji

Nagrade Ameriškega združenja igralcev (Screen Actors Guild Awards)
- 2006 - Nominiran - Najboljši igralec v dramski seriji
- 2007 - Osvojil - Najboljši igralec v dramski seriji
- 2008 - Nominiran - Najboljši igralec v dramski seriji
- 2009 - Osvojil - Najboljši igralec v dramski seriji

Združenje televizijskih kritikov
- 2005 - Osvojil - Posamezni dosežek v dramski seriji
- 2006 - Osvojil - Posamezni dosežek v dramski seriji
- 2007 - Nominiran - Posamezni dosežek v dramski seriji

Teen Choice Award (izbirajo najstniki)
- 2006 - Nominiran - TV-igralec: dramska serija
- 2007 - Osvojil - TV-igralec: dramska serija

People's Choice Awards (izbira občinstvo)
- 2008 - Osvojil - Najljubši moški TV-zvezdnik
- 2009 - Nominiran - Najljubši moški TV-zvezdnik
- 2009 - Osvojil - Najljubši igralec v dramski seriji